# Conciencia (religión)
La conciencia moral puede llevar a diferentes personas a actuar de distinto modo, de acuerdo con sus principios. Una persona puede considerar el ir a la guerra: como un deber ético mientras que otra puede creer un deber ético el evitar la guerra bajo cualquier circunstancia.
La conciencia, percibida desde el punto de vista religioso es el conocimiento de un individuo sobre el bien y el mal.

## Según el cristianismo
En el cristianismo, la conciencia sería la "voz de Dios" que analiza si lo que hace la persona está bien o mal. Se guía por la voz de la conciencia. Esta hace posible el comportamiento humano responsable.
En el momento que estamos ante una opción que compromete a la conciencia de cada uno de nosotros es lo que permite señalar, entonces, que la conciencia moral es el proceso de salvación de la persona humana
En el cristianismo comparamos las acciones con las de Jesucristo, lo que haría él, en nuestro lugar.
La conciencia es el saber de lo moral, lo moral son los actos del ser humano en cuanto al bien y al mal. 

### Iglesia católica
Según el catolicismo, la conciencia moral es un juicio de la razón por el que la persona humana reconoce la cualidad moral de un acto concreto que piensa hacer, está haciendo o ha hecho. 
En todo lo que dice y hace, el hombre está obligado a seguir fielmente lo que sabe que es justo y recto. 
Mediante el dictamen de su conciencia, el hombre percibe y reconoce las prescripciones de la ley divina. (GS 16) " La conciencia es el núcleo más secreto y el sagrario del hombre, en el que éste se siente a solas con Dios, cuya voz resuena en el recinto más íntimo de aquélla. Es la conciencia la que, de modo admirable, da a conocer esa ley (que le advierte que debe amar y practicar el bien y que debe evitar el mal: haz esto y evita aquello.) cuyo cumplimiento consiste en el amor a Dios y del prójimo."

### Otras Iglesias
Algunas iglesias consideran el seguir la conciencia propia tan importante como el obedecer la autoridad civil y religiosa. Esto puede llevar a dilemas morales. "¿Debo obedecer a mi iglesia, milicia o líder político o debo seguir mi propia percepción del bien y del mal?".

## Según el budismo
En otras religiones —como por ejemplo el budismo y el budismo zen— la conciencia es algo que se debe despertar: el despertar de la conciencia es más importante que la mera aplicación de dogmas o el seguimiento de unas creencias como reglas fijas de pensamiento. 
La conciencia debe de ser creativa. 
Puede hablarse de la distinción entre la conciencia individual o del ego, y la conciencia cósmica o universal. 
La práctica religiosa iría encaminada a dirigir la conciencia del ego hacia una conciencia mayor, a través de la meditación.

## Según el hinduismo
La conciencia es una cualidad eterna (o sea, sin principio ni fin) que posee el alma espiritual. 
La conciencia no aumenta ni disminuye, sólo se enfoca en algo. 
En el contexto espiritual la conciencia se dirige a alguna forma de Dios o a la energía divina omnipresente.